# Empirie
Empirie (z řec. empeiros, zkušený) je zkušenost získaná pozorováním, případně pokusem (experimentem). Slovo se používá tam, kde chceme zdůraznit cílený a řízený způsob získávání zkušeností. Empirické vědy jsou vědy založené na opakovatelných a ověřitelných experimentech.
Pro filozofii je empirismus teorie poznání, která vysvětluje veškeré poznání ze smyslových zkušeností. Tento názor odvozuje od zkušenosti i principy intuitivního poznání, za opak této filozofické teorie se pak považuje racionalismus.
V užším smyslu a v moderní teorii vědy znamená opřený o experiment (pokus), obvykle o výsledek nějakého měření. Vědy, které používají tuto metodu, se někdy označují jako empirické vědy: fyzika, chemie, části biologie, sociologie, psychologie atd., pokud používají sběr a zpracování dat. Naopak matematika, logika a velká část společenských věd pracují jinými metodami.
Empiricky čili zkusmo se stanovují veličiny, které nedovedeme stanovit a odůvodnit teoreticky, například bezpečnostní koeficienty nebo dávkování léků.

## Kantova teorie poznání
Teorii zkušenosti zásadně modifikoval Immanuel Kant, který určil zásadní principy a podmínky této teorie. Sám Kant pak rozděluje zkušenost do dvou hlavních typů.
- Transcendentní zkušenost je to, co přesahuje hranice možné zkušenosti (hranice světa jevů) a je nedostupné teoretickému poznání. Opakem je zkušenost imanentní.
- Transcendentální zkušenost je to, co se týká podmínek naší zkušenosti, apriorní poznávací formy (např. prostor, čas).

## Rozdělení empirie
Empirii můžeme dělit podle situací a typu zkušeností do několika podskupin:
- Empirie konstitutivní je zkušenost, na jejímž základě si člověk vytváří své postoje, názory a vztahy.
- Empirie korektivní je zkušenost, díky které měníme naše dosavadní názory a postoje, vytváříme si na základě nové zkušenosti naprosto protikladný názor či postoj.
- Empirie vnější je zkušenost týkající se procesů a předmětů, které probíhají mimo jedince.
- Empirie vnitřní je souhrn všech zkušeností jedince uchovávaných uvnitř.